# Joost Posthuma

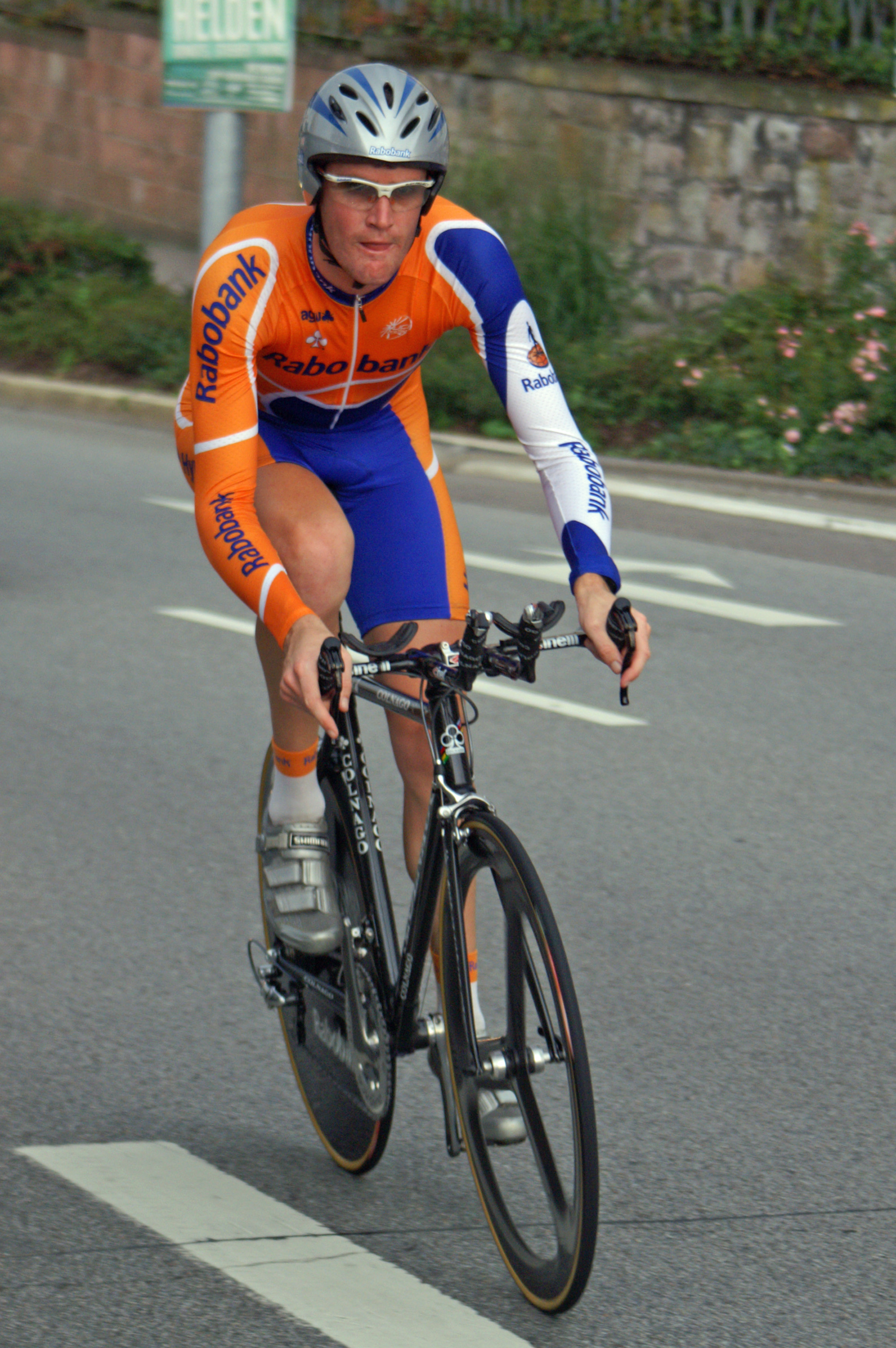
Joost Posthuma under 2005 års Tyskland runt.

Joost Hans Johannes Posthuma, född 8 mars 1981 i Hengelo, är en nederländsk professionell landsvägscyklist som tävlar för det luxemburgska ProTour-stallet RadioShack-Nissan-Trek sedan 2011. Posthuma blev professionell 2004 med Rabobank-stallet och tävlade med dem fram till och med 2010.

## Karriär
Som amatör tävlade Posthuma för Rabobank Continental, som är Rabobanks amatörstall. Posthuma bar den vita ungdomströjan efter prologen på Tour de France 2006 men fick lämna ifrån sig tröjan efter den första etappen till fransmannen Benoît Vaugrenard.
Posthuma slutade tvåa i De Panne tredagars 2007. I april samma år kolliderade han med en bil och slog huvudet i vindrutan under träning i Tyskland. Trots olyckan vann han tempoloppet i Sachsen Tour med 23 sekunder före amerikanen Bobby Julich i slutet av juli.
I april 2008 vann Posthuma etapp 3b av De Panne tredagars. Med anledning av sin tid vann Posthuma också hela tävlingen, som avslutades efter etappen. I juni vann Posthuma också Luxemburg runt en sekund före Michael Albasini.
Under säsongen 2009 slutade Posthuma tvåa på prologen av Vuelta a Andalucía (Ruta Ciclista Del Sol) efter spanjoren Xavier Tondo. Tävlingen vann han dock före Xavier Tondo och Davide Rebellin. Han slutade även tvåa på Panne tredagars efter den belgiske cyklisten Frederik Willems.

## Meriter
2003
Olympia's Tour
Prolog, Tour de Normandie
2004 — Rabobank
Etapp 8, Circuit des Mines
2005 — Rabobank
GP Jef Scherens
Etapp 4, Paris-Nice
2006 — Rabobank
14:e Paris-Nice
2:a, Ungdomstävlingen
2:a, etapp 5
6:a, Eneco Tour of Benelux
3:a, Prolog
30:e, Polen runt
Efter etapp 6, Bergspristävlingen
85:a, Tour de France 2006
8:a, Ungdomstävlingen
Efter prologen, Ungdomstävlingen
2007 — Rabobank
2:a, De Panne tredagars
Etapp 4 (tempolopp), Sachsen Tour
2008 — Rabobank
De Panne tredagars
3b, De Panne tredagars
Luxemburg runt
2009 — Rabobank
1:a, Vuelta a Andalucía (Ruta Ciclista Del Sol)
2:a, prolog, Vuelta a Andalucia (Ruta Ciclista Del Sol)
2:a, De Panne tredagars

## Stall
- Rabobank Continental 2002–2003
- Rabobank 2004–2010
- RadioShack-Nissan-Trek 2011–